# Impatiens niamniamensis
Impatiens niamniamensis är en balsaminväxtart som beskrevs av Ernest Friedrich Gilg. Impatiens niamniamensis ingår i släktet balsaminer, och familjen balsaminväxter. Inga underarter finns listade i Catalogue of Life.

## Bildgalleri

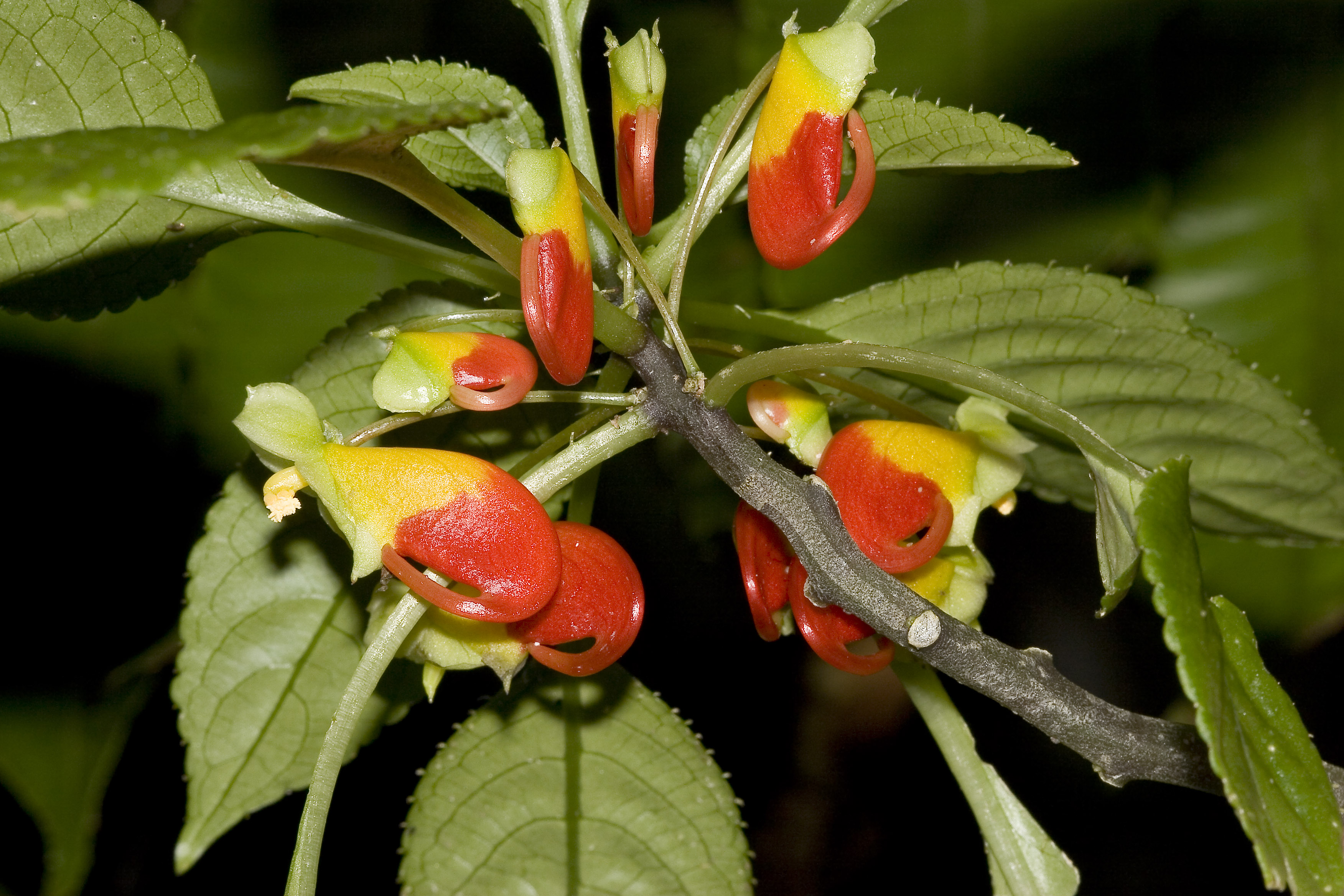
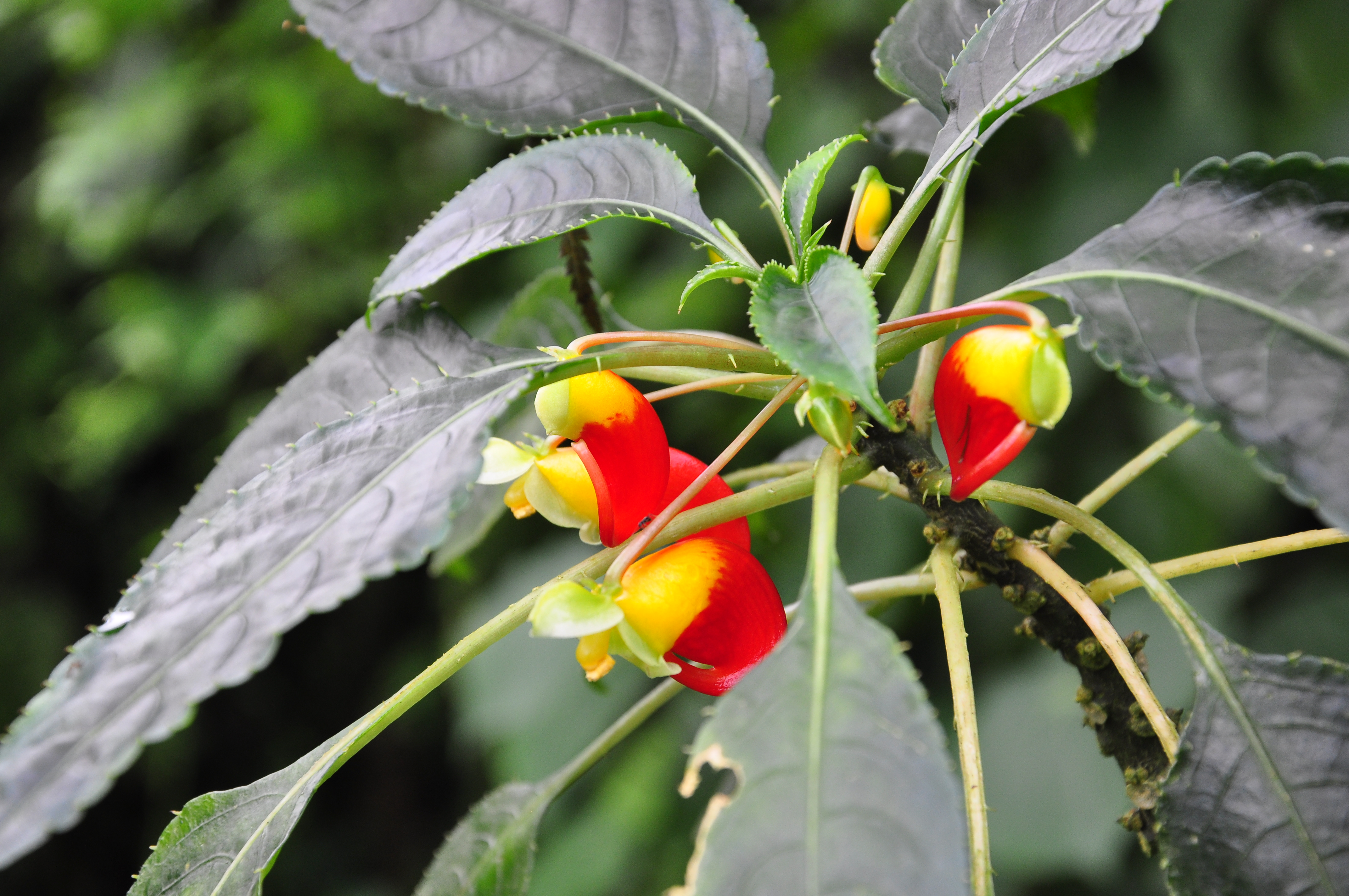
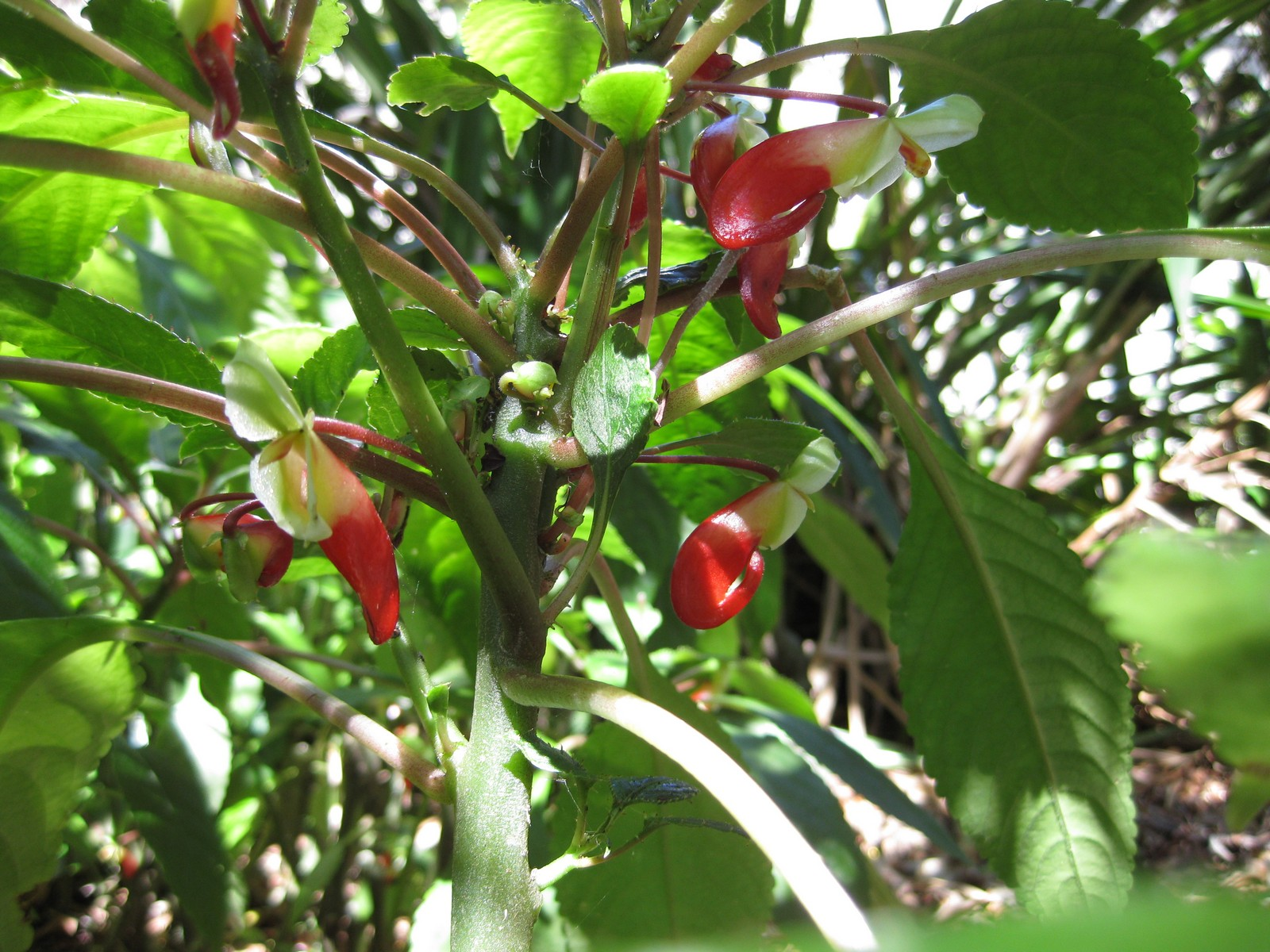
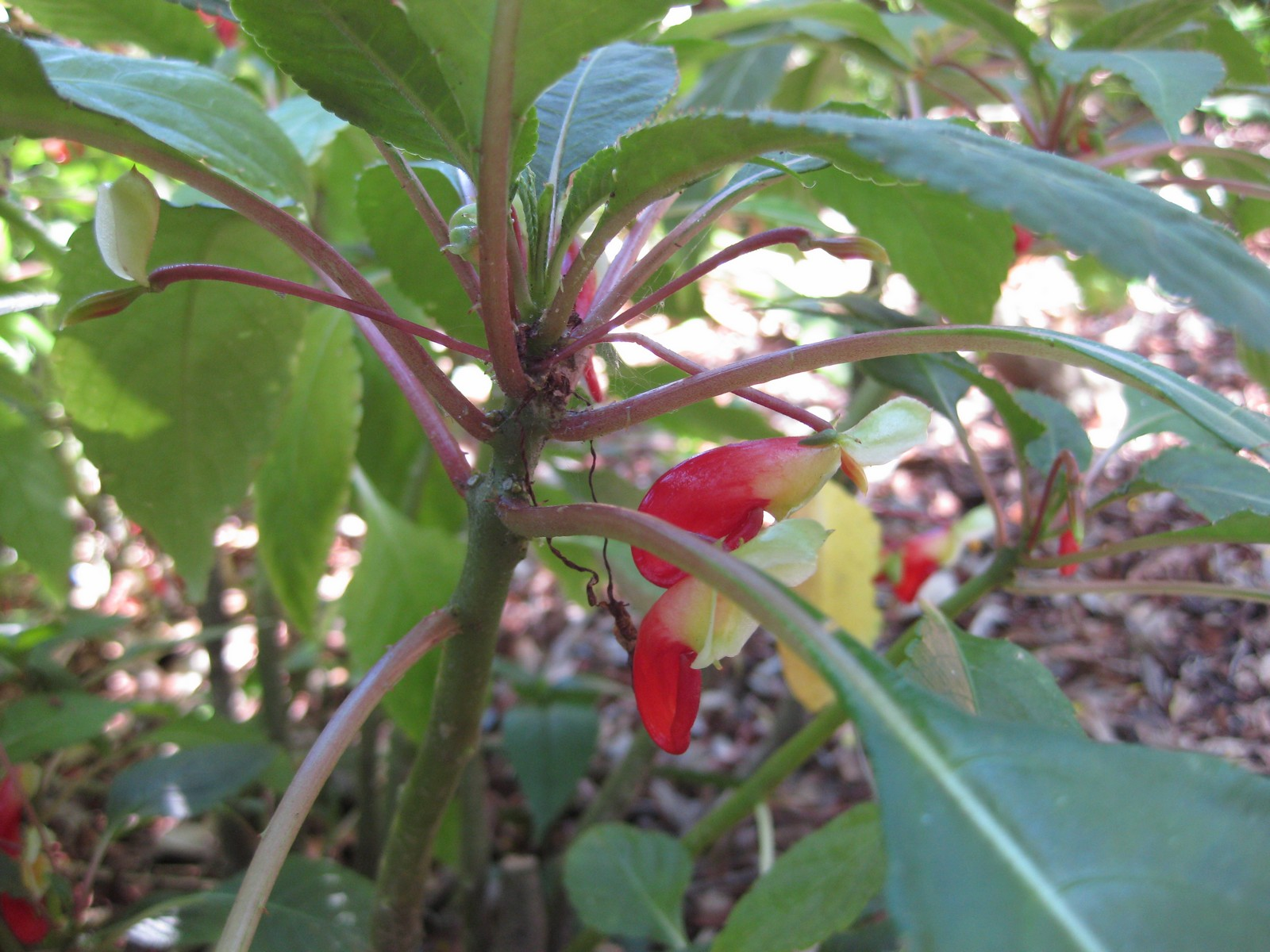
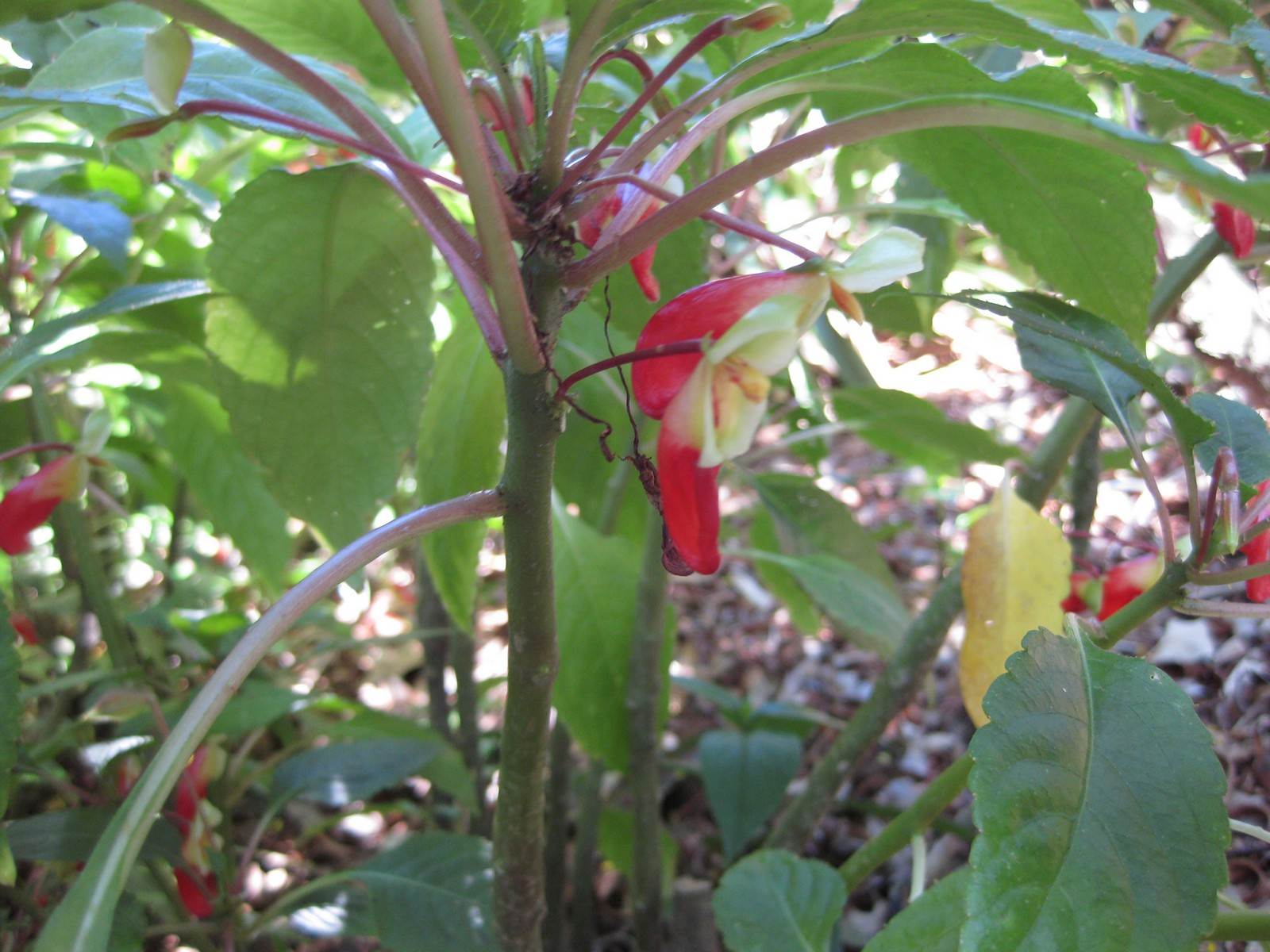
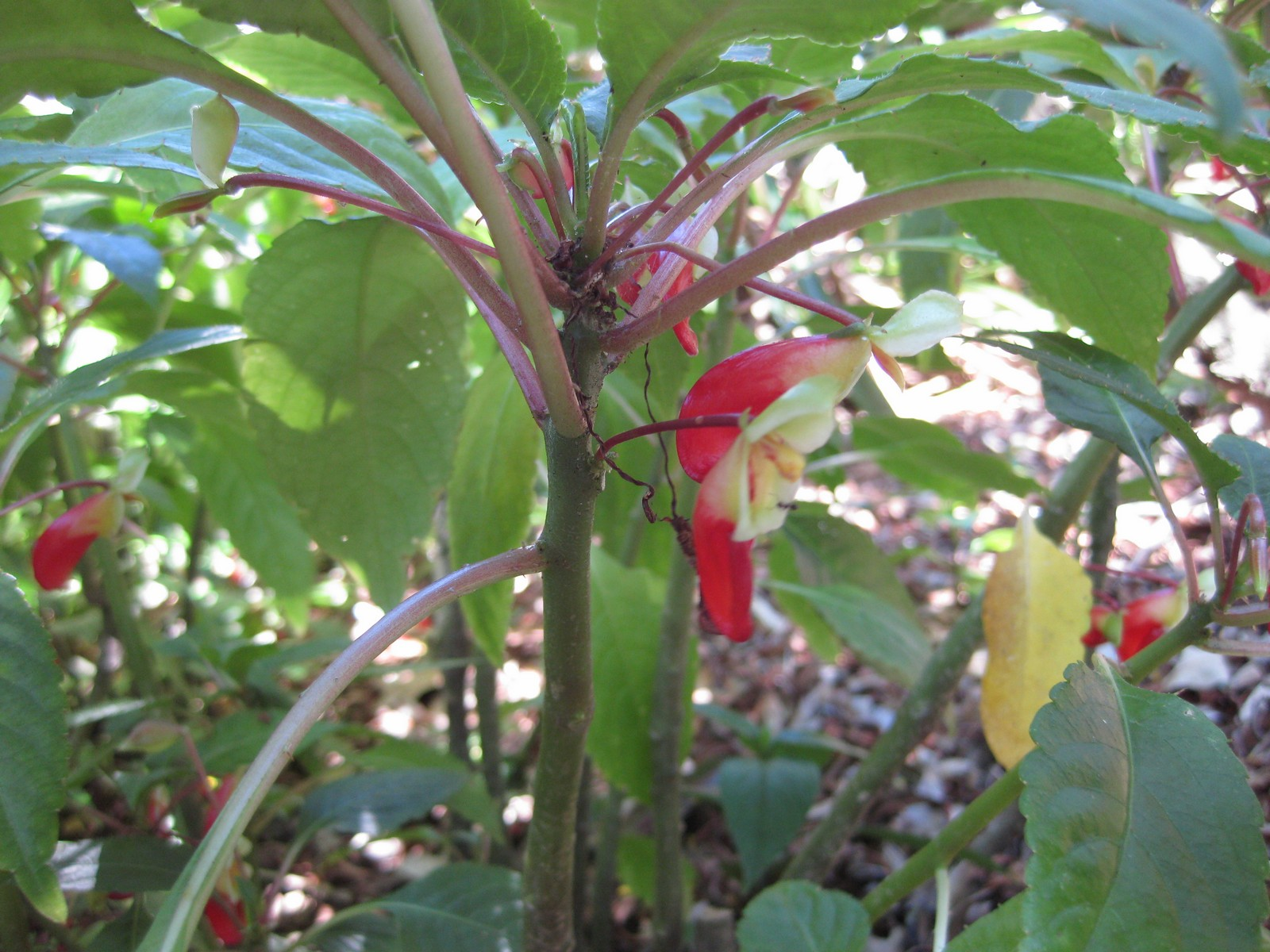